# Dia de les Escriptores
El Dia de les Escriptores és una celebració, de caràcter anual, que es convoca el dilluns més pròxim a la data del 15 d'octubre, en commemoració de la data de la mort de l'escriptora Santa Teresa de Jesús. Aquesta commemoració va sorgir per iniciativa de la Biblioteca Nacional d'Espanya, l'associació Clásicas y Modernas i la Federació Espanyola de Dones Directives (FEDEPE) per recuperar el llegat de les dones escriptores, fer visible el seu treball en la literatura i combatre la discriminació que han sofert al llarg de la història. La primera celebració va tenir lloc 17 d'octubre de 2016 i va consistir en una lectura pública de textos de trenta-una escriptores en llengua castellana, catalana, gallega i basca: Teresa de Jesús, Juana Inés de la Cruz, Josefa Amar y Borbón, María Rosa Gálvez, Bizenta Mogel, Cecilia Böhl de Faber (Fernán Caballero), Gertrudis Gómez de Avellaneda, Concepción Arenal, Carolina Coronado, Rosalía de Castro, Emilia Pardo Bazán, Caterina Albert (Víctor Català), María de la O Lejárraga, Delmira Agustini, Gabriela Mistral, Victoria Ocampo, Juana de Ibarbourou, Alfonsina Storni, Rosa Chacel, Lydia Cabrera, Dulce María Loynaz, María Zambrano, Mercè Rodoreda, Elena Garro, Gloria Fuertes, Olga Orozco, Idea Vilariño, Carmen Laforet, Rosario Castellanos, Carmen Martín Gaite i Ana María Matute.

## Antecedents
Al segle xix, moltes dones escriptores havien de publicar amb pseudònim d'home per ser preses seriosament. Émily Brontë i les seves germanes en van ser una mostra manifesta. La novel·la Cims borrascosos va ser publicada sota el pseudònim d'Ellis Bell, ja que cap editor s'atrevia a publicar-la, perquè consideraven que les dones només escrivien novel·les romàntiques. Altres casos de dones que utilitzaren pseudònim masculí són Caterina Albert (Víctor Català), que el 1905 publicà la novel·la Solitud, o Cecilia Böhl de Faber (Fernán Caballero).

El segle xx, s'inicia amb un canvi de tendència amb la pionera Virginia Woolf, que el 1905 comença a escriure per al suplement literari del The Times i el 1915 publica la seva primera novel·la, o Marguerite Yourcenar, qui publica la seva primera novel·la el 1929. Tanmateix, aquests fets produeixen pocs avanços significatius, tal com assenyala Laura Freixas, presidenta de Clásicas y Modernas, explicant el motiu de la commemoració.
Encara que les escriptores tinguin bones crítiques en els llançaments de les novel·les, en els rànquings amb els millors llibres que es fan a final de cada any les dones no hi són. Tot i que hi ha moltes escriptores amb èxit a Espanya, el Premi Nacional de Narrativa el va guanyar una dona, Carme Riera, per última vegada el 1995. Portem vint-i-un anys en què cada any se l'emporta un home.
El premi més important de literatura en llengua castellana, el Premi Cervantes, només s'ha concedit en quatre dècades, des de la seva institució el 1976 a 2016, a quatre dones: María Zambrano (1988), Dulce María Loynaz (1992) Ana María Matute (2010) i Elena Poniatowska (2013) enfront de trenta-set homes, i el Premi Nobel de Literatura des de la seva creació el 1901 fins al 2016, ha premiat setze dones enfront de noranta-nou homes.